# Коммутативность конъюнкции
Коммутативность конъюнкции — общезначимая логическая форма аргумента и истинностно-функциональная тавтология, в логике высказываний. Рассматривается как закон классической логики. Согласно данному принципу, конъюнкты логической связки могут меняться местами друг с другом, сохраняя при этом истинностное значение итогового высказывания.

## Формальное обозначение
Коммутативность конъюнкции может быть сформулирована, в исчисление секвенций, следующим образом:
{\displaystyle (P\land Q)\vdash (Q\land P)}
и
{\displaystyle (Q\land P)\vdash (P\land Q)}
где {\displaystyle \vdash } — значение металогического символа, такое, что {\displaystyle (Q\land P)}является синтаксическим следствием {\displaystyle (P\land Q)} в одном случае, а {\displaystyle (P\land Q)} является синтаксическим следствием {\displaystyle (Q\land P)} в другом, в некоторой формальной системе.
или в форме правила вывода:
{\displaystyle {\frac {P\land Q}{\therefore Q\land P}}}
и
{\displaystyle {\frac {Q\land P}{\therefore P\land Q}}}
где действует правило, что везде, где есть экземпляр «{\displaystyle (P\land Q)}» встречается в одной из строк доказательства, то его можно заменить на  «{\displaystyle (Q\land P)}», и где бы ни находился экземпляр «{\displaystyle (Q\land P)}» появляется в строке доказательства, то может быть заменён на «{\displaystyle (P\land Q)}»;
или как утверждение истинностно-функциональной тавтологии или теоремы логики высказываний:
{\displaystyle (P\land Q)\to (Q\land P)}
и
{\displaystyle (Q\land P)\to (P\land Q)}
где {\displaystyle P} и {\displaystyle Q} — пропозиции, выраженные в некоторой формальной системе.

## Обобщённый принцип
Для любых пропозиций H1, H2, ... Hn и перестановки σ(n) чисел от 1 до n, справедливо, когда:
Ч 1 {\displaystyle \land }Ч 2 {\displaystyle \land }... {\displaystyle \land } Hn
эквивалентно
H σ(1) {\displaystyle \land }H σ(2) {\displaystyle \land }H σ(n).
Например, если H1 это:
Идёт дождь
H2 значит
Сократ смертен
и H3 равен
2+2=4
тогда
Идёт дождь, и Сократ смертен, и 2+2=4
эквивалентно
Сократ смертен, а 2+2=4, и идёт дождь
и другие варианты порядка следования предикатов.

## Наглядный пример
Предположим два высказывания:
- A: читать книгу.
- B: слушать музыку.

Теперь составим из них конъюнкцию, то есть высказывание, которое истинно тогда и только тогда, когда истинны оба компонента:
- A и B: читать книгу и слушать музыку.

Но также можно поменять местами A и B, получив другую конъюнкцию:
- B и A: слушать музыку и читать книгу.

Заметим, что обе конъюнкции имеют одинаковое значение истинности, то есть они эквивалентны и конъюнкция коммутативна, то есть не зависит от порядка своих компонентов. 
Формальная запись выглядит так:
- A и B = B и A

или, используя символы логики:
- A ⋀ B = B ⋀ A

Это утверждение является тавтологией, то есть всегда истинным независимо от значений A и B.